# Cantone di Questembert
Il Cantone di Questembert è una divisione amministrativa dell'arrondissement di Vannes.
A seguito della riforma approvata con decreto del 21 febbraio 2014, che ha avuto attuazione dopo le elezioni dipartimentali del 2015, è passato da 8 a 16 comuni.

## Composizione
Gli 8 comuni facenti parte prima della riforma del 2014 erano:
- Berric
- Le Cours
- Larré
- Lauzach
- Molac
- Péaule
- Pleucadeuc
- Questembert

Dal 2015 i comuni appartenenti al cantone sono i seguenti 16:
- Berric
- Caden
- Le Cours
- Elven
- Larré
- Lauzach
- Limerzel
- Malansac
- Molac
- Pluherlin
- Questembert
- Rochefort-en-Terre
- Saint-Gravé
- Sulniac
- Trédion
- La Vraie-Croix